# Xiphoceriana atrox
Xiphoceriana atrox es una especie de saltamontes de la familia Pamphagidae.

## Descripción
Xiphoceriana atrox puede alcanzar una longitud de 70 milímetros en los machos y 55 milímetros en las hembras.

## Distribución
Esta especie está presente en el África tropical oriental, por ejemplo en Tanzania.